# 蔡黄裳
蔡黃裳（？—？），字叔文，泉州晉江縣人，北宋官员。

## 生平
大中祥符元年（1008年）進士，授鳳翔府虢縣縣令。後官录事参军。陈执中在1049年后出任陈州郡守，认为蔡黄裳年紀太老，要他自请退休。蔡黄裳本來不肯，陈执中威胁他：“倘不自列，當具牘竄斥！”，蔡黄裳被迫致仕，流寓陈州。有子蔡確。